# Maximilià I del Sacre Imperi Romanogermànic
Maximilià I (en alemany Maximilian I; Wiener Neustadt, Baixa Àustria, 22 de març de 1459 - Wels, Alta Àustria, 12 de gener de 1519) va ser emperador del Sacre Imperi Romanogermànic (rei dels Romans) i arxiduc d'Àustria. Era fill de Frederic III del Sacre Imperi Romanogermànic (Frederic V d'Àustria).
Va reforçar l'autoritat imperial i centralitzà l'administració als seus extensos dominis, augmentats pel seu matrimoni amb Maria de Borgonya, que posteriorment passaren al seu net i successor Carles V. El 1499, després de la batalla de Dornach, que clogué la guerra de Suàbia, reconegué la independència de Suïssa mitjançant el tractat de Basilea.

## Inicis
Maximilià va néixer el 1459. En aquest temps la casa ducal de Borgonya, una branca cadet de la família reial francesa, governaven vastos territoris als límits nord i est de la moderna França; el duc Carles el Temerari era el principal opositor de Frederic III, el pare de Maximilià. Per contrarestar l'expansionisme borgonyó a la frontera occidental de l'Imperi, Frederic III va intentar assegurar el matrimoni de l'única filla de Carles, Maria de Borgonya, amb el seu fill Maximilià. Després del setge de Neuss (1474–75) ho va aconseguir i l'enllaç entre Maximilià i Maria va tenir lloc el 16 d'agost de 1477.

## Borgonya i Països Baixos
L'esposa de Maximilià va heretar els vasts dominis paterns de Borgonya a França i als Països Baixos després de la mort del seu pare a la batalla de Nancy el 5 de gener de 1477. Ja abans de la seva coronació com a rei dels romans l'any 1486, Maximilià va decidir assegurar aquesta herència borgonyona llunyana i extensa per a la seva família, la casa d'Habsburg, fos com fos. El ducat de Borgonya va ser reclamat per la corona francesa sota la Llei Sàlica, per Lluís XI de França, que vigorosament va impugnar la pretensió dels Habsburg a l'herència borgonyona, per mitjà de la força militar. Maximilià va emprendre la defensa dels dominis de la seva esposa de l'atac de Lluís XI i va derrotar les forces franceses a la batalla de Guinegate, l'Enguinegatte modern, el 7 d'agost de 1479.
En el contracte de matrimoni entre Maximilià i Maria s'estipula que només els fills de la núvia i el nuvi tenien dret a heretar de cada un, no el cònjuge supervivent. Maria va tractar de passar per alt aquesta regla amb la promesa de transferir territoris com un regal en cas de la seva mort, però els seus plans van ser frustrats. Després de la tràgica mort de Maria en un accident d'equitació el 27 de març de 1482, prop del castell de Wijnendale, l'objectiu de Maximilià fou assegurar l'herència a un dels seus fills i de Maria, Felip el Bell.
Algunes de les províncies dels Països Baixos eren hostils a Maximilià, i van signar un tractat amb Lluís XI el 1482 que va obligar a Maximilià a renunciar al Franc Comtat i l'Artois a favor de la corona francesa. Maximilià va continuar governant l'herència restant de Maria en nom de Felip el Bell. Després que la regència va acabar, Maximilià i Carles VIII de França van intercanviar aquests dos territoris per Borgonya i Picardia al tractat de Senlis (1493). Així, una gran part dels Països Baixos (conegudes com les Disset Províncies) van passar al patrimoni Habsburg.

## Rei dels Romans i emperador
Fou elegit rei dels Romans el 16 de febrer de 1486 a Frankfurt del Main, a iniciativa del seu pare, i coronat el 9 d'abril de 1486 a Aquisgrà. A la mort del seu pare el 1493 va assolir la posició d'emperador del Sacre Imperi. El 1490 l'oposició de la població del Tirol a Segimon d'Habsburg, dit Segimon el Ric, sembla que va incitar a aquest a lliurar el poder a Maximilià I, quan encara no era emperador del Sacre Imperi. No se sap amb certesa si Segimon va lliurar el poder voluntàriament o per obligació. El 1496, a la mort de Segimon el Ric, va heretar l'Àustria Anterior.

## Guerres a Itàlia i Suïssa
En la mesura que el tractat de Senlis havia resolt les diferències dels francesos amb el Sacre Imperi, el rei Lluís XII de França tenia les seves fronteres fixades al nord i va centrar la seva atenció a Itàlia, on reclamava el ducat de Milà. El 1499/1500 va conquistar el territori i va expulsar els Sforza dirigits per Lluís el Moro al que va enviar a l'exili. Això el va portar a un conflicte potencial amb Maximilià, que el 16 de març 1494 s'havia casat amb Bianca Maria Sforza, filla de Galeàs Maria Sforza, duc de Milà. No obstant això, Maximilià no va poder impedir que els francesos s'apoderessin de Milà. Les llargues Guerres Italianes en foren el resultat, i Maximilià va acabar integrant la Lliga Santa per lluitar contra els francesos.
Al segle XV els dos estats de Tirol i Baviera van entrar en guerra. Baviera va exigir diners de Tirol, diners que s'havien prestat amb la garantia de les terres tiroleses. El 1490 els dos estats van exigir que Maximilià I intervingués en la disputa. En resposta, el mateix Maximilià va assumir el control del Tirol i el seu deute com ja s'ha dit abans. Com que Tirol no tenia codis de lleis en aquest moment, la noblesa lliurement expropiava els diners de la població, cosa que va provocar que el palau reial d'Innsbruck (residència de Segimon d'Habsburg) quedés associar a la corrupció. Després de prendre el control, Maximilià va instituir la reforma financera immediata. Per tal de simbolitzar la seva nova riquesa i poder, va fer construir el "Sostre d'Or" (està fet totalment de teules daurades), un dosser amb vistes al centre de la ciutat d'Innsbruck, des del qual veure les festes que celebren la seva assumpció del domini sobre Tirol. Guanyar el control del Tirol per als Habsburg era d'importància estratègica, ja que limitava amb la Confederació Suïssa i amb les terres dels Habsburg a Àustria, i facilitava certa continuïtat geogràfica imperial.
La situació a Itàlia no va ser l'únic problema que va tenir Maximilià en aquell moment. El 1499, després de la batalla de Dornach, que clogué la guerra de Suàbia, reconegué la independència de Suïssa mitjançant el tractat de Basilea.

## Reformes
Dins del Sacre Imperi Romanogermànic, Maximilià, es va trobar amb la pressió dels governants locals que van creure que les guerres contínues del rei amb els francesos per augmentar el poder de casa no estaven entre els seus propis interessos. També hi va haver consens en què, amb la finalitat de preservar la unitat de l'Imperi, eren necessàries profundes reformes, les quals s'havien retardat durant molt de temps, però que es van posar en marxa el 1495 a la Dieta de Worms. Un nou òrgan, el Reichskammergericht va ser introduït, el qual seria en gran manera independent de l'emperador. Per finançar-ho, un nou impost, el Pfennig Gemeine es va posar en marxa. Però la seva recol·lecció mai va ser un èxit total. Els governants locals volien més independència enfront de l'emperador i un enfortiment del seu domini territorial propi. Això va portar a Maximilià a acordar l'establiment d'un òrgan anomenat Reichsregiment, que es reuniria a Nuremberg i es compondria dels diputats de l'emperador, els governants locals, els comuns i els prínceps electors del Sacre Imperi. El nou òrgan va demostrar ser políticament feble i el seu poder va tornar a Maximilià de nou el 1502.
A causa de la difícil situació externa i interna que va enfrontar, Maximilià també va sentir la necessitat d'introduir reformes en els territoris històrics de la casa d'Habsburg per tal de finançar el seu exèrcit. Usant les institucions borgonyones com a model, va intentar crear un estat unificat. Això no va ser un gran èxit, però un dels resultats a llarg termini fou la creació de tres subdivisions tan diferents de les terres austríaques: Baixa Àustria, Alta Àustria i Àustria Anterior (Vorderösterreich).
Maximilià estava angoixat sempre per dificultats financeres, la seva renda no semblava ser suficient per mantenir els seus grans objectius i les seves polítiques. Per això es va veure obligat a agafar crèdits substancials de les grans famílies de banquers alemanys, especialment de les famílies de Baumgarten, Fugger i Welser. Jörg Baumgarten fins i tot va actuar com a assessor financer de Maximilià. Els Fugger van dominar el negoci de la mineria de coure i plata al Tirol, a canvi d'un crèdit de gairebé 1 milió de florins amb el propòsit de subornar als prínceps electors per triar al net de Maximilià, Carles (V) com el nou emperador. A la fi del govern de Maximilià, el muntant del deute dels Habsburg ascendia a 6 milions de florins, el que va correspondre a una dècada dels ingressos tributaris de les seves terres hereditàries. Hi va haver d'esperar fins al final del segle XVI per pagar aquest deute.
En 1508, Maximilià, amb el consentiment del papa Juli II, va adoptar el títol de Erwählter Römischer Kaiser ("Emperador Romà Electe"), posant així fi a l'antic costum que l'emperador havia de ser coronat pel papa.

Medalla oferta a Maximilià després del seu coronament.
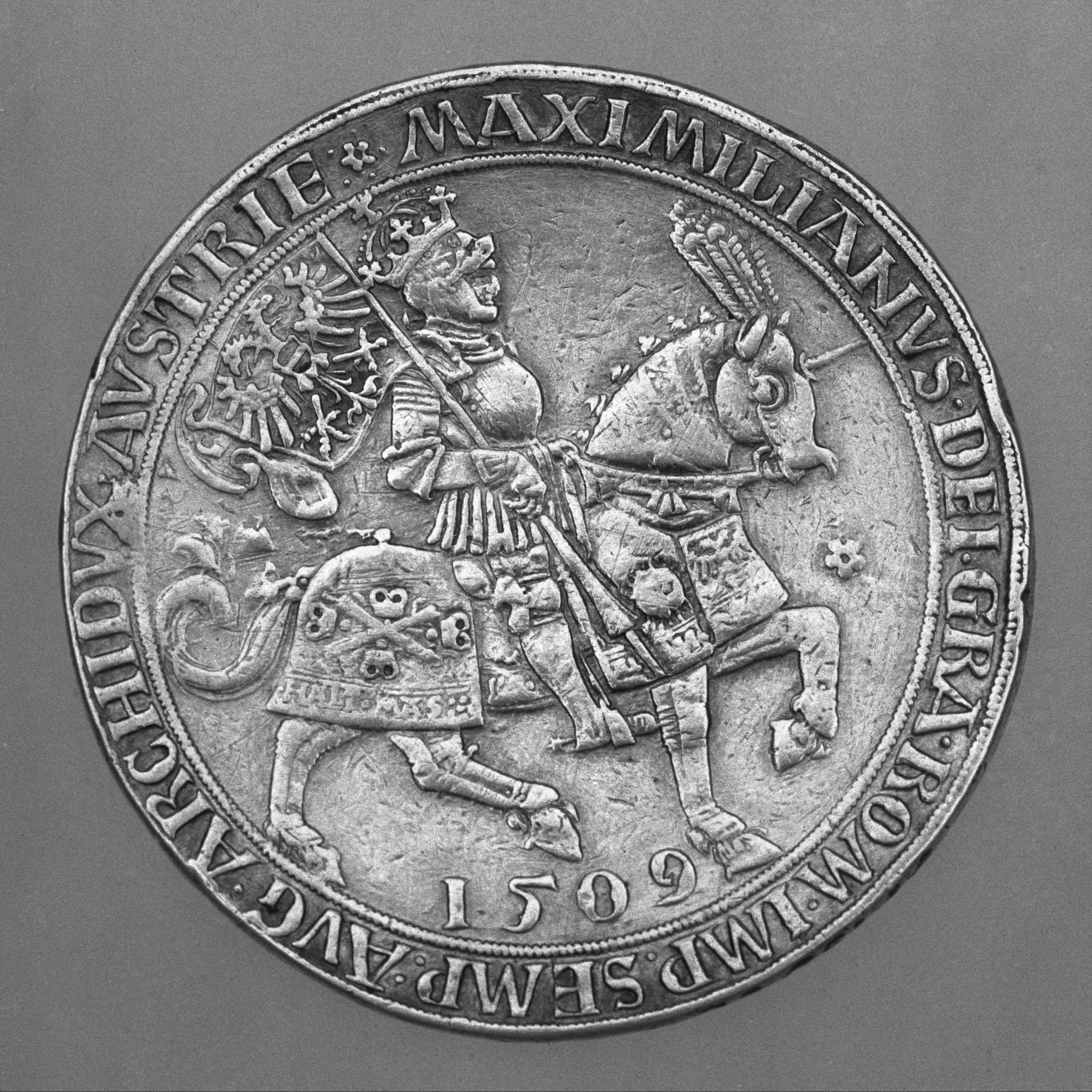
L'emperador a cavall.
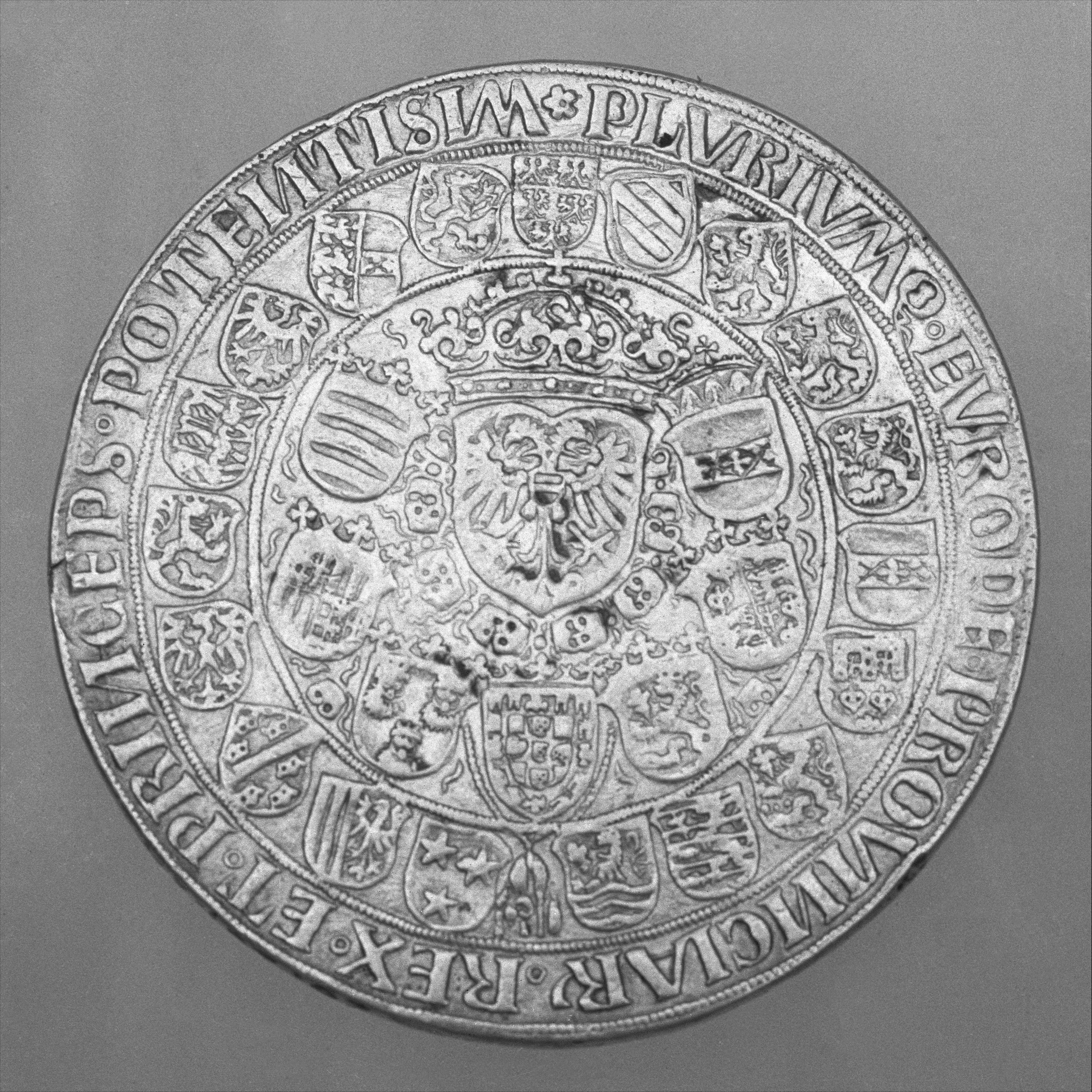
L'altre costat.

## Política matrimonial
En el marc del tractat d'Arras, Maximilià va prometre la seva filla de tres anys, Margarida d'Habsburg, amb el delfí de França (més tard Carles VIII de França), fill del seu adversari Lluís XI de França. Sota els termes del compromís, Margarida va ser enviada a Lluís per ser educada sota la seva tutela. Malgrat la mort de Lluís el 1483, poc després que Margarida va arribar a França, va romandre a la cort francesa. El delfí, ara Carles VIII, era menor d'edat, i la seva regent fins a 1491 va ser la seva germana Anna de França. Malgrat la presència i continu compromís de Margarida a la cort francesa, Anna va arreglar un matrimoni entre Carles i Anna de Bretanya. Aquesta última Anna, al seu torn, havia estat promesa el 1483, i en realitat es va casar per poders amb el mateix Maximilià el 1491, però Carles i la seva germana volien la seva herència (Bretanya) per a França. El resultat final de totes aquestes maquinacions era que Carles va repudiar el seu compromís amb Margarida quan va aconseguir la majoria d'edat el 1491, va envair Bretanya, va obligar a Anna de Bretanya a repudiar el seu matrimoni no consumat amb Maximilià, i s'hi va casar. Margarida va romandre a França fins a 1493, quan va ser finalment retornada al seu pare.
El 1493, Maximilià va contreure un altre matrimoni per si mateix, aquesta vegada amb la filla del duc de Milà, des d'on va seguir les guerres prolongades italianes amb França. Així Maximilià a través dels seus propis matrimonis i el matrimoni (o intent) de la filla, va tractar d'estendre la seva esfera d'influència en perjudici de la de França. Els matrimonis arreglats per ell dels seus dos fills buscaven el mateix objectiu, i després del final del segle XV i l'inici del XVI, els aparellaments anaven enfocats pels seus nets, als quals volia oposar a França.
Per tal de reduir les creixents pressions sobre l'Imperi provocades pels tractats entre els governants de França, Polònia, Hongria, Bohèmia i Rússia, així com per assegurar Bohèmia i Hongria pels Habsburg, Maximilià es va reunir amb el rei Ladislau II d'Hongria i Bohèmia i amb Segimon I de Polònia en el Primer Congrés de Viena el 1515. Allà es va organitzar el casament de la neta de Maximilià, Maria d'Habsburg, amb Lluís, el fill de Ladislau, i el d'Anna (la germana de Lluís) amb el net de Maximilià, Ferran (tots dos nets eren fills de Felip el Bell, fill de Maximilià, i de Joana de Castella). Els matrimonis concertats van portar la monarquia Habsburg sobre Hongria i Bohèmia el 1526. Tant Anna com Lluís van ser adoptats per Maximilià després de la mort de Ladislau. Aquests matrimonis polítics es resumeixen en l'apariat elegíac llatí: Bella gerant alii, tū fēlix Austria nūbe / Nam quae Mars aliīs, dat tibi regna Venus: "Que altres facin la guerra, però tu, feliç Àustria, casat, i aquells regnes que Mart dona als altres, Venus te'ls dona a tu".

## Successió
Quan es va fer evident que les polítiques de Maximilià a Itàlia no havien tingut èxit, i després que el 1517 Venècia reconquerís les últimes peces del seu territori a Maximilià, l'emperador va començar a centrar-se exclusivament en la qüestió de la seva successió. El seu objectiu era assegurar el tron a un membre de la casa i evitar que Francesc I de França pogués guanyar el tron, i la resultant "campanya electoral" va ser sense precedents a causa de l'ús massiu del suborn. La família Fugger va proporcionar a Maximilià un crèdit d'un milió de florins, que es va utilitzar per subornar als prínceps electors. Al principi, aquesta política sembla encertada, i Maximilià va aconseguir obtenir els vots de Magúncia, Colònia, Brandenburg i Bohèmia pel seu net Carles V. La mort de Maximilià el 1519 semblava posar en perill la successió, però en pocs mesos l'elecció de Carles V va quedar assegurada.

## Maximilià a Barcelona
Encapçalava la llista de Cavallers del XIX capítol del Toisó d'Or celebrat a Barcelona, a la Catedral, durant els dies 5 a 8 de març de 1519. Tenia destinat el setial número 3 del cadirat del cantó esquerre del cor de la Catedral, on es pot veure pintat el seu escut. El número d'ordre de cavaller dins de l'orde era el 80. No va arribar a venir per haver mort unes setmanes abans.

## Mort
En 1501, Maximilià va caure del seu cavall, un accident que el va deixar greument ferit a la cama i li va causar dolor per la resta de la seva vida. Alguns historiadors han suggerit que Maximilià era "depressiu mòrbid". A partir de 1514 va viatjar a tot arreu amb el seu taüt. Maximilià va morir a Wels, Alta Àustria, i va ser succeït com a emperador pel seu net Carles V, fill del seu fill Felip el Bell que havia mort el 1506. Tot i que està enterrat a la capella del castell a Wiener Neustadt, una tomba cenotafi per Maximilià està situada a la Hofkirche d'Innsbruck.
Maximilià era un gran defensor de les arts i les ciències, i es va envoltar d'erudits com Joachim Vadian i Andreas Stöberl (Stiborius), promovent-los a llocs judicials importants. El seu regnat va veure el floriment inicial del Renaixement a Alemanya. Es va encarregar una sèrie de tres gravats en fusta monumentals - L'Arc del Triomf (1512-1518, 192 plafons de gravats en fusta, 295 cm d'ample i 357 cm aproximadament 9'8 "de ½ 11'8") i una processó triomfal (1516-1518, 137 panells de gravats, 54 m de llarg), que és dirigit per un gran carro triomfal (1522, 8 panells gravats, 1 ½ "d'alt i 8 peus de llargada), creat per artistes com Albrecht Dürer, Albrecht Altdorfer i Burgkmair Hans.
Maximilià tenia una gran passió per l'armadura, no només com a equip per a la batalla o tornejos, sinó com una forma d'art. L'estil de l'armadura que es va popularitzar durant la segona meitat del regne apareix amb elaborat estriat i complexa metal·lúrgia, i es coneixia com a armadura Maximiliana. Va fer èmfasi en els detalls de la configuració del mateix metall, en lloc dels dissenys gravats a l'aiguafort o daurat populars en l'estil milanès. Maximilià també va donar un casc estrany com a regal al rei Enric VIII; la visera del casc presentava un rostre humà, amb els ulls, el nas i una boca somrient, i va ser modelat de la figura de Maximilià mateix. També lluïa un parell arrissat de banyes de moltó, ulleres de metall i barba incipient gravada.
Maximilià havia nomenat la seva filla Margarida com a regent dels Països Baixos, i com a tutora i educadora dels seus nets Carles i Ferran (el seu pare, Felip, havia mort abans que Maximilià) i ella va complir aquesta tasca. Mitjançant guerres i matrimonis, va estendre la influència dels Habsburg en totes les direccions: als Països Baixos, la península Ibèrica, Bohèmia, Hongria, Polònia i Itàlia. Aquesta influència es perllongaria durant segles i donarà forma a gran part de la història europea.

## Descendència

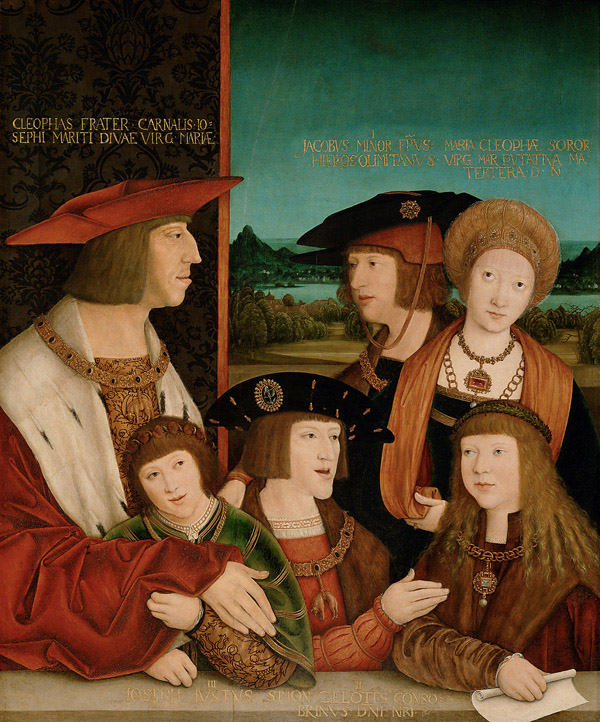
Maximilià i la seva família. Bernhard Strigel, 1. Viertel 16. Jh.

Es va casar tres vegades, però només amb la primera esposa va tenir fills:
1. ∞(I) 1477 Maria de Borgonya (1457–1482), duquessa de Borgonya, filla de Carles I de Borgonya i Isabel de Borbó de la Dinastia Borbònica
  1. Felip I de Castella, (1478–1506) Arxiduc d'Àustria, duc de Borgonya, Brabant i Limburg i comte de Flandes, Borgonya i Artois (1482-1506) i rei de Castella i Lleó (1504-1506
∞ 1496 Joana I de Castella, (1479–1555)
  2. Margarida d'Àustria (1480–1530) Statthalterin der habsburgischen Niederlande 
∞(I) 1497 Joan d'Aragó (1478–1497), Príncep de Girona (1478-1497) i d'Astúries, duc de Montblanc, comte de Cervera i senyor de Balaguer (1479-1497).
∞(II) 1501 Filibert II (1480–1504), duc de Savoia
  3. Francesc (nat i mort el 1481)
2. ∞ 1490 (dissolt el 1491) Anna, duquessa de Ducat de Bretanya de la dinastia merovíngia, filla de Francesc II i de Margarida de Foix, princesa de Navarra
3. ∞(II) 1494 Bianca Maria Sforza (1472–1510), filla del duc Galeazzo Maria de Milà i de Bona da Savoia

Fora de casament (bastard):
- Jordi d'Àustria (1505–1557), bisbe de Brixen, arquebisbe de València i príncep-bisbe del principat de Lieja